# آزمون سخت برای اثبات بی‌گناهی (فیلم)
آزمون سخت برای اثبات بی‌گناهی (به انگلیسی: Ordeal by Innocence) فیلمی محصول سال ۱۹۸۳ و به کارگردانی مایکل وینر است. در این فیلم بازیگرانی همچون دونالد ساترلند، فی داناوی، سارا مایلز، کریستوفر پلامر، ایان مک‌شین، دایانا کوئیک، آنت کراسبی، مایکل الفیک، جرج اینس، فیبی نیکولز، مایکل مالونی، آنیتا کری، ران پمبر و برایان گلاور ایفای نقش کرده‌اند.